# Stjärnor hos Babben
Stjärnor hos Babben är ett TV-program som sänds på SVT. Under våren 2015 sändes programmets andra säsong.. 

## Programmets upplägg
Programledare är Babben Larsson. I varje programavsnitt förekommer en huvudgäst som får tävla genom att svara på frågor om sig själv och sin karriär. Olika hemliga gäster är inbjudna till varje avsnitt. Varje program avslutas med att Babben sjunger duett med den aktuella huvudgästen. Kapellmästare för husbandet är Adam Kårsnäs.

## Medverkande
|    | Säsong 1, 2014   |                         |               |
| Nr | Sändnings- datum | Gäst                    | Tittarsiffror |
| -- | ---------------- | ----------------------- | ------------- |
| 1  | 21 februari      | Charlotte Perrelli      | 1 447 000     |
| 2  | 28 februari      | Anders & Claes Eriksson | 1 109 000     |
| 3  | 7 mars           | Nanne Grönvall          | 831 000       |
| 4  | 14 mars          | Ola Salo                | 830 000       |
| 5  | 21 mars          | Lotta Engberg           | 869 000       |
| 6  | 28 mars          | Tommy Körberg           | 918 000       |
| 7  | 4 april          | Annika Andersson        | 904 000       |
| 8  | 11 april         | Andreas Lundstedt       | 566 000       |
| 9  | 18 april         | Markoolio               | 610 000       |
| 10 | 25 april         | Arja Saijonmaa          | 589 000       |

|    | Säsong 2, 2015   |                    |               |
| Nr | Sändnings- datum | Gäst               | Tittarsiffror |
| -- | ---------------- | ------------------ | ------------- |
| 1  | 27 februari      | Robert Gustafsson  | 775 000       |
| 2  | 6 mars           | Pia Sundhage       | 755 000       |
| 3  | 13 mars          | Titiyo             | 591 000       |
| 4  | 20 mars          | Måns Zelmerlöw     | 758 000       |
| 5  | 27 mars          | Henrik Schyffert   | 716 000       |
| 6  | 3 april          | Caroline af Ugglas | 651 000       |
| 7  | 10 april         | Plura              | 699 000       |
| 8  | 17 april         | Pia Johansson      | 647 000       |
| 9  | 24 april         | Ebbot Lundberg     |               |
| 10 | 1 maj            | Jessica Andersson  |               |